# Tran-Nhut
Pour les articles homonymes, voir Tran (homonyme).
Thanh-Van Tran-Nhut, née le 1er janvier 1962 à Hué (République du Viêt Nam), et Kim Tran-Nhut, née le 24 octobre 1963 dans la même ville, sont deux écrivains, auteurs d'une série d'enquêtes menées par le mandarin Tân et son acolyte, le lettré Dinh, dans le Viêt-Nam du XVIIe siècle,.

## Biographie
En 1968, elles s’installent aux États-Unis avec leurs parents. Trois ans plus tard, elles arrivent en France où elles feront le reste de leurs études. Thanh-Van repart aux États-Unis en 1980 pour revenir en France quelques années plus tard avec un diplôme d’ingénieur en mécanique du California Institute of Technology. Entre-temps Kim intègre l'école normale supérieure de Paris en physique.
C’est en 1999 qu’elles se lancent dans l’écriture à quatre mains. De ces séances est issu le mandarin Tân, jeune magistrat d’un Viêt Nam historique. Une « figure mythique de la famille », leur arrière-grand-père maternel, reconnu pour avoir accédé très jeune aux fonctions de mandarin, servira de modèle au héros du roman. Le Temple de la Grue écarlate est publié aux éditions Philippe Picquier la même année. 
En 2002, Thanh-Van part pour un voyage autour du monde qui la mènera du Kenya aux glaciers de l'Alaska. 
Depuis 2003, Thanh-Van continue seule la série des enquêtes du mandarin Tân. De son côté, Kim s'est lancée dans le polar d'aventure pour adolescents.
Thanh-Van Tran-Nhut est la lauréate française 2014 de la résidence d'écrivains Randell Cottage à Wellington en Nouvelle-Zélande. Le Randell Writers Cottage est un programme géré conjointement par l'Ambassade de France en Nouvelle-Zélande et le Randell Cottage Writers Trust, en partenariat avec le New Zealand - France Friendship Fund et Creative New Zealand. Son roman Kawekaweau (Au Vent des Îles, 2017), évoquant le mystère du gecko géant endémique de Nouvelle-Zélande, est l'aboutissement de cette résidence à Wellington.
En 2019, dans le cadre de la résidence d'écrivains croisée entre le Land de Rhénanie-Palatinat et la région de Bourgogne-Franche-Comté, Thanh-Van Tran-Nhut réside un mois au Künstlerhaus Edenkoben, en Allemagne. 

## Œuvre commune

### SérieLes enquêtes du mandarin Tân
1. Le Temple de la Grue écarlate (Picquier, 1999)
2. L'Ombre du prince (Picquier, 2000)
3. La Poudre noire de Maître Hou - écrit par Thanh-Van sur un scénario élaboré à deux (Picquier, 2001)
4. L'Aile d'airain - Thanh-Van (Picquier, 2003)
5. L'Esprit de la renarde - Thanh-Van (Picquier, 2005)
6. Les Travers du docteur Porc - Thanh-Van (Picquier, 2007) ; prix Lion Noir 2008
7. Le Banquet de la Licorne - Thanh-Van (Picquier, 2009)
8. Les Corbeaux de la Mi-Automne - Thanh-Van (Picquier, 2011); Prix Thierry-Jonquet 2011

## Œuvre de Thanh-Van Tran-Nhut
- In memoriam. In PRILLEUX, Frédéric (dir.). RDV au pied de la statue : recueil de nouvelles du 8e concours La Noiraude-La Fureur du Noir. Dinan : Terre de Brume, novembre 2007. (Granit noir ; N° 43).
- Le Palais du Mandarin (NiL éditions, collection Exquis d'écrivains, 2009)
- La Femme dans le miroir (Robert Laffont, 2010)
- Kawekaweau (Au Vent des Îles, 2017)

## Œuvre de Kim Tran-Nhut
- Imbroglius (Magnard, 2004)
- Le Baiser de l'Altérion (Magnard, 2006)